# Mahir Əmiraslanov
Mahir Əmiraslanov (ur. 12 maja 1997 roku) – azerski zapaśnik walczący w stylu wolnym. Zajął czternaste miejsce na mistrzostwach świata w 2019. Brązowy medalista mistrzostw Europy w 2019; piąty w 2016. Mistrz igrzysk europejskich w 2019, a także igrzysk Solidarności Islamskiej w 2017. Jedenasty na igrzyskach wojskowych w 2019. Trzeci w Pucharze Świata w 2017. Mistrz świata juniorów w 2015, a trzeci w mistrzostwach Europy juniorów z 2016  roku.